# Tim Paterson
Tim Paterson (1956) és un enginyer informàtic, que va escriure el sistema operatiu QDOS.

## Història
El 1980 quan tenia 24 anys, treballava a l'empresa Seattle Computer Products on va crear un sistema operatiu anomenat 86-DOS. No obstant això, durant les fases de desenvolupament, el sistema era conegut com a  Quick and Dirty Operating System. QDOS era una adaptació de CP/M al xip 8086 d'Intel, encara que Tim Paterson sempre ha mantingut que el seu codi era original. Aleshores CP /M era el sistema operatiu més comú per als microcomputadors de 8 bits, existint un buit en l'àrea de sistemes operatius per xips de 16 bits. L'empresa que comercialitzava CP/M era Digital Research propietat de Gary Kildall.
IBM va començar a desenvolupar la seu pròpi ordinador personal que batejaria IBM PC al juliol de 1980 i el seu primer prototip de nom codi Acorn el va començar a desenvolupar el mes d'agost. En 1981 IBM, després de fallar les negociacions amb Digital Research per a l'elaboració del sistema operatiu (les raons són discutides però inclouen la tardança de Kildall a signar una clàusula de confidencialitat amb IBM) va acordar amb Microsoft que li proporcionaria un sistema operatiu per l'ordinador.
El veritable èxit de Bill Gates va ser aconseguir que el contracte amb IBM li permetés no només la venda del sistema operatiu propi de la màquina, anomenat PC-DOS, sinó que a més pogués comercialitzar el sistema operatiu per a altres sistemes, amb el nom de MS-DOS.
A Microsoft se li acabava el termini de lliurament estipulat i no disposava encara del programari, per la qual cosa Bill Gates i Paul Allen van decidir comprar els drets (primer una llicència parcial i més tard una llicència completa) del sistema creat per Tim Paterson i contractar a aquest (el maig de 1981) per la seva adaptació al microprocessador usat en l'IBM-PC, el 8088 d'Intel. El resultat va ser venut com PC-DOS a IBM i més tard comercialitzat com MS-DOS als ordinadors clònics que sorgirien després de l'èxit d'IBM-PC.
Tim va ser contractat per Microsoft en diversos períodes de la seva vida i va treballar en el desenvolupament de Visual Basic. Algun temps després també va rebre algunes accions d'aquesta.
Actualment té una companyia de maquinari Paterson Tech